# Hans Baldung

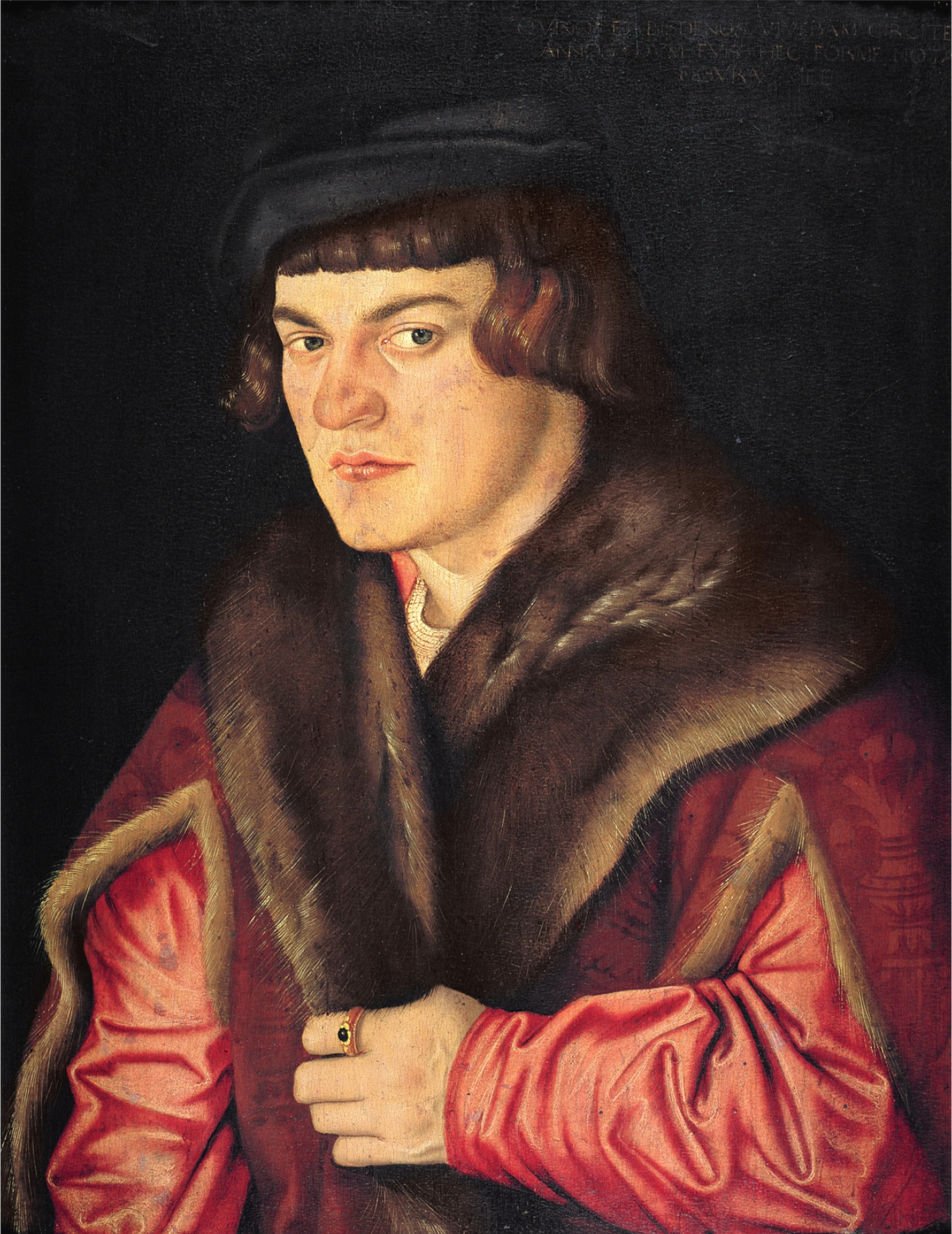
Zelfportret, 1526, Musée des Beaux-Arts, Straatsburg

Hans Baldung ook bekend als Hans Baldung Grien/Grün (Schwäbisch Gmünd, ca. 1484/1485 — Straatsburg, september 1545) was een Duitse renaissance kunstschilder en maker van houtsneden. Grien of Grün (groentje) was zijn bijnaam omdat hij als zestienjarige als schilder in de leer ging. Een andere mogelijke verklaring is dat groen voorkwam in zijn kleurgebruik of in zijn kleding.

## Leven
Hij werd geboren als de zoon van een advocaat, die in 1492 naar Straatsburg verhuisde. Baldung's eerste opleiding vond mogelijk plaats rond 1499 of 1500 in de Oberrhein, misschien bij een kunstenaar in Straatsburg of in Zwaben. Van 1503 tot 1507 werkte hij in het atelier van Albrecht Dürer te Neurenberg. Durer en Baldung bleven vrienden voor het leven, en tijdens zijn reis naar Nederland nam Durer enkele houtsneden van Baldung mee om te verkopen. In 1509 verkreeg Baldung het burgerschap van de stad Straatsburg, waar hij tot 1513 woonde. In 1510 trouwde hij met Margaretje Herlin, die uit een prominente Straatsburgse familie kwam.  Toen verhuisde hij naar Freiburg im Breisgau, waar hij de opdracht had gekregen om een groot altaarstuk te schilderen voor de Freiburger Münster. Dit werk voltooide hij in 1516, en het bevindt zich nog steeds ter plekke. In 1517 keerde hij terug naar Straatsburg, waar hij uiteindelijk stierf in 1545. Op het moment van zijn overlijden in september 1545 was Baldung lid van de gemeenteraad van Straatsburg en een van de rijkste burgers van die stad. Hij werd begraven op de protestantse Friedhof Sankt-Helena.

## Werk
De vroegste aan Baldung toegeschreven schilderijen zijn altaarstukken die voorzien zijn van het monogram H. B. en de datering 1496, in de kloosterkapel van Lichtenthal, nabij Baden-Baden. Een ander vroeg werk is een portret van keizer Maximiliaan I, getekend in 1501 op een blad van een schetsboek. Het martelaarschap van Sint Sebastiaan, uit 1507, is geschilderd voor de Marktkerk te Halle. 
Baldungs tekeningen zijn, hoewel onder invloed van Dürer, zeer individueel wat stijl en vaak ook wat onderwerp betreft. Ook is enige directe Italiaanse invloed te zien. Hij maakte ongeveer 90 schilderijen en altaarstukken. Hij werkte voornamelijk met houtsneden, maar heeft ook een aantal gravures gemaakt. De meeste van zijn honderden houtsneden zijn gemaakt voor boeken, zoals destijds gebruikelijk. Van zijn losse houtsneden (die niet als boekillustratie bedoeld waren) zijn er minder dan honderd, hoewel de verschillende catalogi het niet eens zijn over het exacte aantal.
Baldung had in zijn vroege carrière een opmerkelijke interesse in heksen en oude lelijke vrouwen, waaronder een aantal fraaie tekeningen met witte hoogsels. Meestal gaat het hier om satirisch moraliserende voorstellingen met de hekeling van seksuele activiteiten van oude onvruchtbare vrouwen. Toen Straatsburg onder de invloed van de Reformatie kwam te staan, nam het aantal religieuze voorstellingen af, en schilderde hij steeds vaker portretten of scènes uit oude legendes en geschiedenis. Hij portretteerde, zoals genoemd keizer Maximiliaan I, en ook keizer Karel V. Ook verschillende leden van de markgrafelijke familie van Baden werden door hem geportretteerd.
In Nederland bevindt zich één schilderij van Baldung, Venus en Amor (1524-1525), in de rijkscollectie, beheerd in het Kröller-Müller Museum te Otterlo. 
In Mechelen bewaart het Museum Het Zotte Kunstkabinet een Badstoof, of De Hekeling van de Ouderlingenliefde, met de hekeling van de seksuele gedragingen van ouderlingen in een bordeel. Men kan dit werk als pornografisch beschouwen en tegelijkertijd als erotisch en moraliserend. Alhoewel dit laatste werk door kunsthistorici werd toegeschreven aan Hans Georg Beym is dit hoogstwaarschijnlijk een pseudoniem van Baldung. De initialen van beiden zijn dezelfde en het is meer dan aannemelijk dat Baldung dit werk onder een schuilnaam schilderde, aangezien hij ook opdrachten voor religieuze werken kreeg.

## Galerij

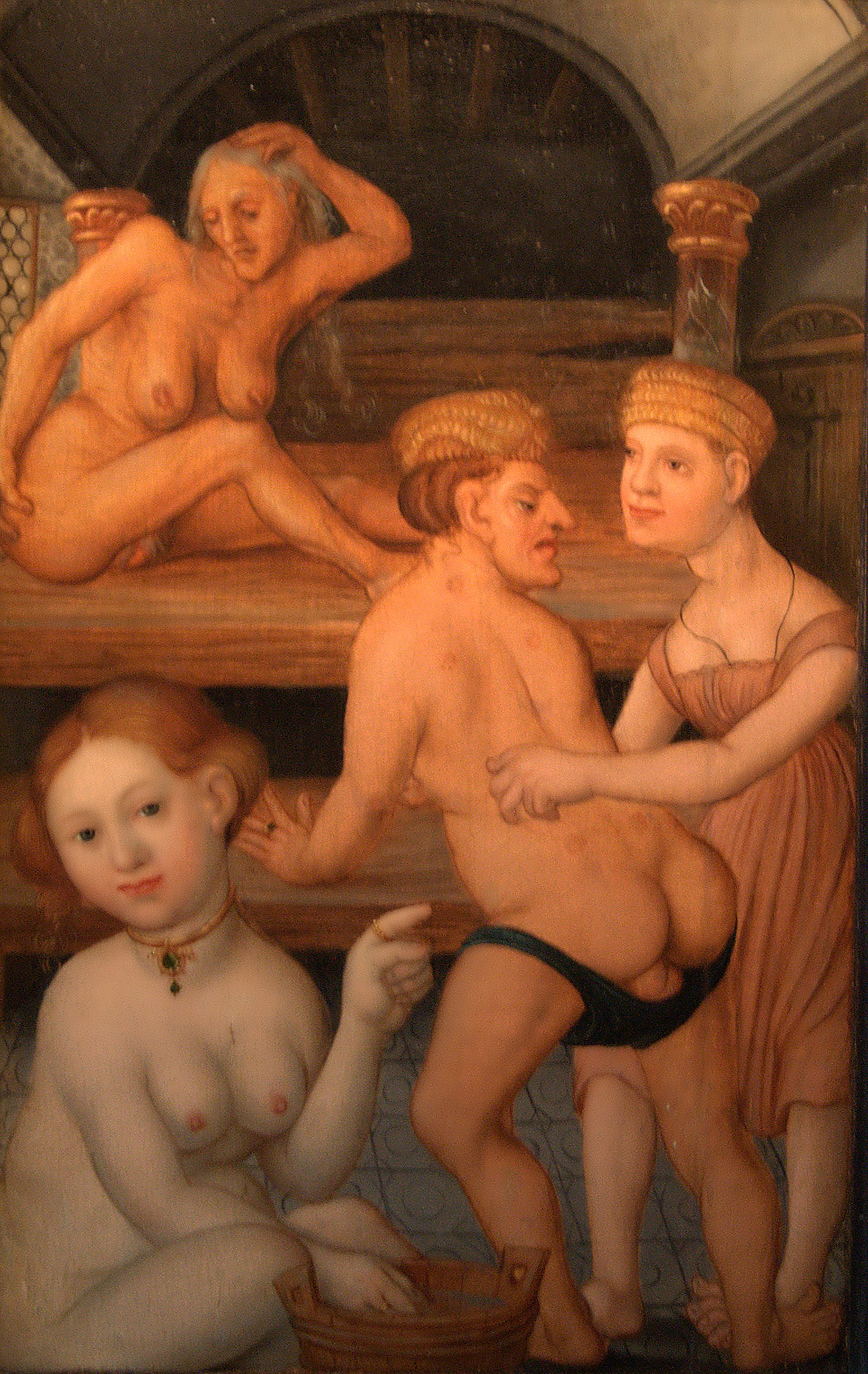
De badstoof of De hekeling van ouderlingenliefde, Het Zotte Kunstkabinet, Mechelen
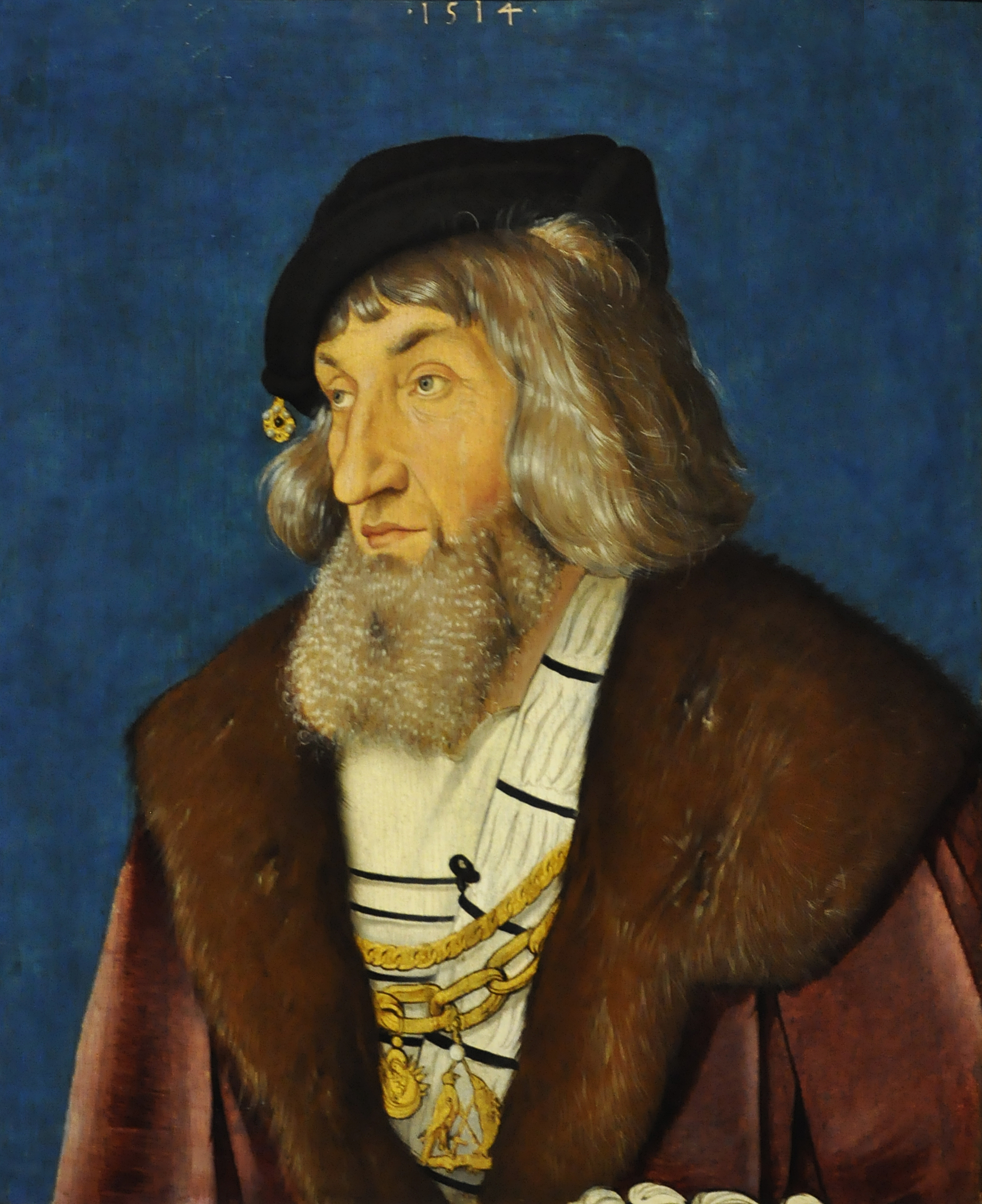
Portret van een man, National Gallery, Londen
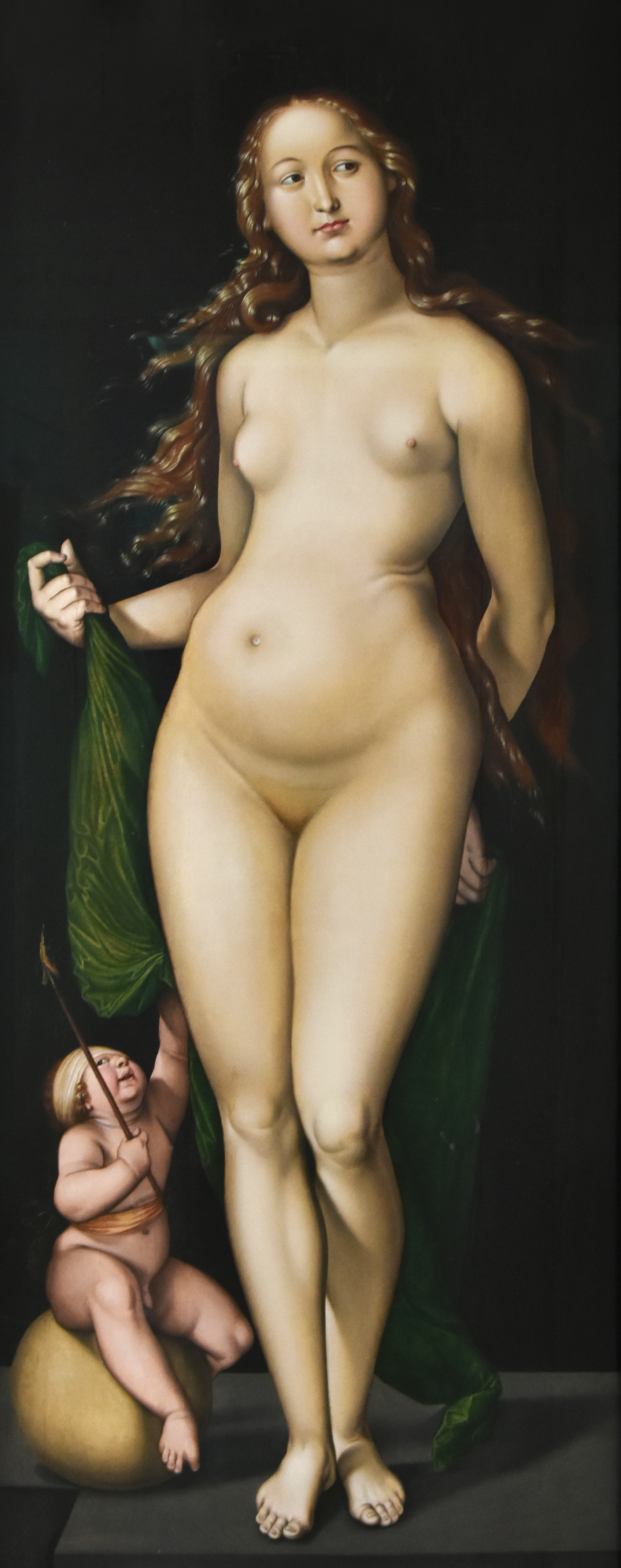
Venus en Amor, Kröller-Müller Museum
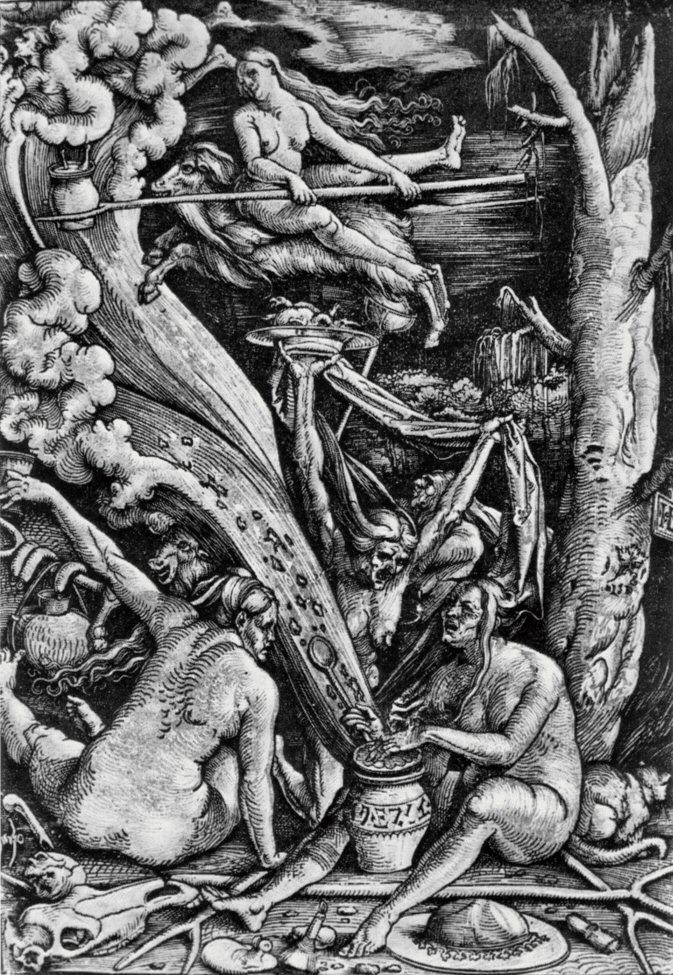
De heksen, een pentekening, Graphische Sammlung Albertina, Wenen

- Bibsys: 90114277
- Biblioteca Nacional de España: XX1139613
- Bibliothèque nationale de France: cb119605981 (data)
- Catàleg d'autoritats de noms i títols de Catalunya: 981058523641706706
- CiNii: DA06408207
- Stuttgart Database of Scientific Illustrators 1450–1950: 236
- Gemeinsame Normdatei: 118506188
- International Standard Name Identifier: 0000 0001 2123 5974
- KulturNav: b2decb6c-e076-4af2-b33d-14d368fa178a
- Library of Congress Control Number: n50017621
- Nationale Bibliotheek van Letland: 000209119
- MusicBrainz: 5094bab5-ce0d-4c55-9bf3-9f1936422284
- National Gallery of Victoria: 5128
- Nationale Bibliotheek van Tsjechië: xx0048062
- Nationale bibliotheek van Australië: 36195434
- Nationale Bibliotheek van Israël: 987007281916405171
- Nationale Bibliotheek van Polen: a0000001810323
- Nationale en Universitaire bibliotheek Zagreb: 000471145
- Nederlandse Thesaurus van Auteursnamen: 069299633
- RKD-Nederlands Instituut voor Kunstgeschiedenis: 3999
- LIBRIS: 176639
- SNAC: w67w7b4j
- Système universitaire de documentation: 027601137
- Museum of New Zealand Te Papa Tongarewa: 31711
- Trove: 1227304
- Union List of Artist Names: 500024290
- Virtual International Authority File: 22150893
- WorldCat: E39PBJwtr3KmyRThm7BpWxb68C